# Tachornis squamata
El vencejillo tijereta (Tachornis squamata), también denominado vencejo palmero y vencejo tijereta de las palmas, es una especie de ave apodiforme de la familia Apodidae que vive en Sudamérica. Es conocido por atacar a otras aves más grandes en vuelo con el objetivo de robarles plumas del pecho o la espalda para posteriormente construir sus nidos con dichas plumas. Sus "víctimas" por lo general son bastante grandes, incluyendo rapaces, para así aprovechar el pequeño tamaño y agilidad del vencejo. Normalmente organizan estos ataques entre varios ejemplares. A este comportamiento se le conoce por el nombre de "cleptoptilia" y probablemente esté presente en otras especies de vencejos cercanos.

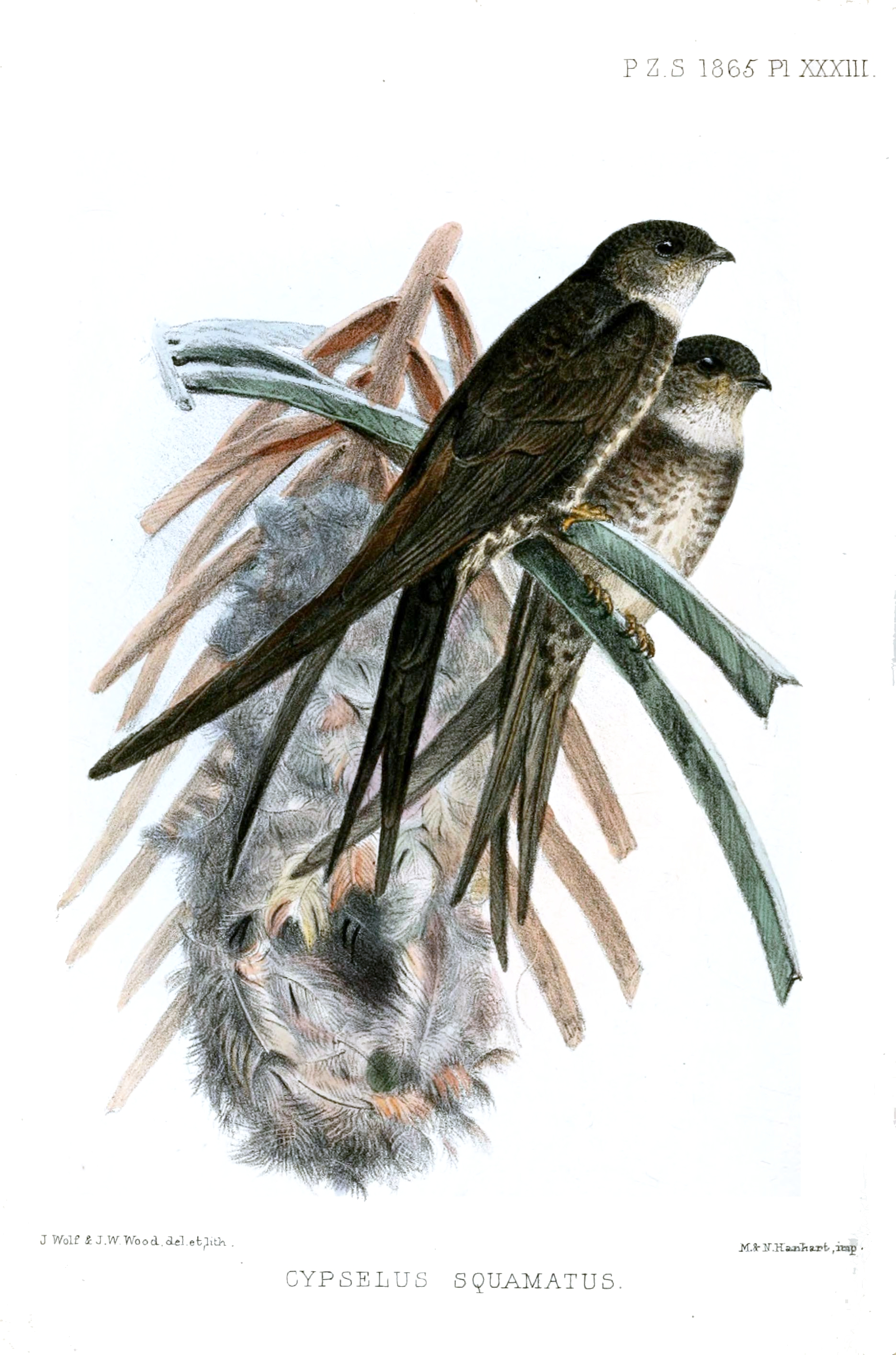
Tachornis squamata ilustración de Joseph Wolf, 1865.

## Descripción
Mide entre 11,5 y 13,2 cm de longitud y pesa en promedio 11 g. El plumaje de las partes superiores es oscuro y el de las partes inferiores más claro. En la subespecie occidental T. s. squamata por arriba es pardo negruzco con un ligero brillo verdoso y en las partes inferiores color marró claro con el centro blacuzco; en tanto T. s. semota de Trinidad, las Guayanas y el centro y este de Brasil, lpor arriba es nítidamente negro acerado y por debajo marrón oscuro.
Su llamado es un zumbido dyyyyyy. 

## Distribución y hábitat
Es un ave sedentaria que se encuentra  en Brasil, Colombia, Ecuador, Guayana francesa, Guyana, Perú, Surinam y Venezuela.
Vive en zonas pantanosas y en el bosque abierto, cerca de las palmeras, especialmente de los moriches. 

## Comportamiento
Generalmente se encuentra en bandas de hasta 30 individuos y a más de 10 m de altura del suelo.

## Alimentación
Se alimenta de insectos voladores, que atrapa en vuelo.

## Reproducción
Construye un nido en forma de bolsa, curvada en C, con plumas, saliva y material vegetal, sobre una hoja de palma de moriche. La hembra pone 2 a 4 huevos y los incuba de 19 a 21 días.